# Филиппины на зимних Олимпийских играх 2022
Филиппины принял участие на зимних Олимпийских играх 2022 года в Пекине, Китай, с 4 по 20 февраля 2022 года. 

## Предыстория
Филиппины выступили на зимних Олимпийских играх в третий раз подряд, приняв участие в Олимпиадах 2014 и 2018 годов. Страна квалифицировала одного горнолыжника на зимние Олимпийские игры 2022 года и сопровождает его пятью официальными лицами, включая тренера. Правительственная спортивная комиссия Филиппин выделила 3,3 миллиона йен на олимпийскую кампанию спортсмена.
Филиппины пытались отобрать на Олимпийские игры двух фигуристов и спортсменку по шорт-треку.
Аса Миллер — единственный участник страны. Миллер был знаменосцем страны во время церемонии открытия. Это также второй раз, когда Миллер был знаменосцем страны. Он же был знаменосцем на церемонии закрытия.

## Участники
| Вид спорта  | Мужчины | Женщины | Всего |
| ----------- | ------- | ------- | ----- |
| Горные лыжи | 1       | 0       | 1     |
| Всего       | 1       | 0       | 1     |

## Горные лыжи
| Спортсмен  | Событие                     | Забег 1        | Забег 1        | Забег 2        | Забег 2        | Всего          | Всего          |
| Спортсмен  | Событие                     | Время          | Ранг           | Время          | Ранг           | Время          | Ранг           |
| ---------- | --------------------------- | -------------- | -------------- | -------------- | -------------- | -------------- | -------------- |
| Аса Миллер | Гигантский слалом (мужчины) | Не финишировал | Не финишировал | Не продвинулся | Не продвинулся | Не продвинулся | Не продвинулся |
| Аса Миллер | Гигантский слалом (мужчины) | Не финишировал | Не финишировал | Не продвинулся | Не продвинулся | Не продвинулся | Не продвинулся |